# نیکیتا کریمیان
نیکیتا آرکادویچ کریمیان (ارمنی: Նիկիտա Քրիմյան؛ روسی: Никита Аркадьевич Кримян زادهٔ ۱۹۱۳ - درگذشته ۱۵ نوامبر ۱۹۵۵) یک فرد نظامی، و سیاستمدار اهل ارمنستان بود که از تاریخ ۱۹۴۵ تا تاریخ ۱۹۴۶ سمت رئیس سرویس امنیت ملی ارمنستان را برعهده داشت.

## زندگی‌نامه
در ۱۹۱۳ در قارص به دنیا آمد . وی برنده جوایزی همچنین نشان جنگ میهنی (درجه یک) (۱۹۴۵)، نشان پرچم سرخ کار (۱۹۴۳ و ۱۹۴۵)، مدال برای پیروزی بر آلمان در جنگ بزرگ میهنی ۱۹۴۱-۱۹۴۵ و نشان ستاره سرخ (۱۹۳۷ و ۱۹۴۹) شده است. وی در ۱۹۵۵ در سن ۴۲ سالگی در تفلیس تیرباران شد و پس از مرگ به وی اعاده حیثیت نشده است.